# Pseudolimnophila projecta
Pseudolimnophila projecta är en tvåvingeart som beskrevs av Alexander 1937. Pseudolimnophila projecta ingår i släktet Pseudolimnophila och familjen småharkrankar. Inga underarter finns listade i Catalogue of Life.